# 1991
1991 (MCMXCI) je bilo navadno leto, ki se je po gregorijanskem koledarju začelo na torek. Številka leta je palindrom, naslednje palindromno leto je bilo 2002.

## Dogodki

### Januar – marec
- 5. januar – gruzijska vojska napade glavno mesto Južne Osetije Chinvali; začetek vojne v Južni Osetiji.
- 8. januar – srbske oblasti si iz primarne emisije pri Jugoslovanski narodni banki prisvojijo 1,4 milijarde dolarjev (18 milijard in 243 milijonov dinarjev) za svoje potrebe – začetek razpada jugoslovanskega ekonomskega sistema.
- 13. januar – sovjetske sile zasedejo Vilno da bi preprečile osamosvajanje Litve.
- 17. januar – 
  - zalivska vojna: z zračnimi napadi na cilje v Iraku se prične operacija Puščavski vihar.
  - Harald V. postane kralj Norveške ob smrti svojega očeta Olafa V.
- 26. januar – s strmoglavljenjem diktatorja Mohameda Siada Barreja se prične državljanska vojna v Somaliji.
- 7. februar – Začasna irska republikanska armada izvede napad z minometom na uradno rezidenco britanskega premierja Johna Majorja med sestankom kabineta.
- 9. februar – razpad Sovjetske zveze: volivci v Litvi na referendumu izglasujejo neodvisnost od Sovjetske zveze.
- 15. februar – 
  - predstavniki Češkoslovaške, Madžarske in Poljske povežejo države v t. i. Višegrajsko skupino za medsebojno pomoč pri prehodu v svobodno tržno gospodarstvo.
  - zalivska vojna: ameriške enote prečkajo mejo med saudsko-kuvajtsko mejo in pričnejo prodirati proti glavnemu mestu; začetek kopenske faze operacije Puščavski vihar.
- 20. februar – slovenska skupščina s sprejetjem 19. amandmaja k ustavi izstopi iz pravnega reda SFRJ.
- 26. februar – iraški voditelj Sadam Husein oznani umik iraških sil iz Kuvajta; te ob odhodu vžgejo kuvajtska naftna polja.
- 3. marec – 
  - razpad Sovjetske zveze: volivci v Latviji in Estoniji na referendumih izglasujejo neodvisnost od Sovjetske zveze.
  - naključni mimoidoči posname kako losangeleški policisti brutalno pretepajo črnskega prestopnika Rodneyja Kinga.
- 15. marec – 
  - zaradi neuspeha predloga JLA da se v Jugoslaviji razglasijo izredne razmere odstopi predsednik Predsedstva Borisav Jović.
  - združena Nemčija formalno pridobi popolno neodvisnost, ko se članice Zavezniškega nadzornega sveta odpovejo vsem preostalim pravicam.
- 31. marec – 
  - razpad Sovjetske zveze: volivci v Gruziji na referendumu izglasujejo neodvisnost od Sovjetske zveze.
  - v Albaniji potekajo prve večstrankarske volitve po padcu režima Hodževega naslednika Ramiza Alie.

### April – junij
- 3. april – Varnostni svet OZN sprejme resolucijo 687 o prekinitvi ognja, po kateri mora Irak uničiti vse biološko in kemično orožje ter balistične izstrelke z dometom nad 150 km.
- 29. april – eden najhujših tropskih ciklonov v zgodovini prizadene jugovzhod Bangladeša; v divjanju nevihte umre približno 138.000 ljudi, 10 milijonov jih ostane brez domov.
- 2. maj – spopad v Borovem selu: v oboroženem spopadu v vasi Borovo pri Vukovarju umre 12 hrvaških policistov in trije Srbi, zaradi česar posreduje JLA; dogodek predstavlja eno pomembnejših zaostritev odnosov v tem letu, ki so privedli do vojn na ozemlju nekdanje Jugoslavije.
- 18. maj – Somaliland razglasi neodvisnost od Somalije.
- 19. maj – hrvaški volivci na referendumu z veliko večino potrdijo neodvisnost Hrvaške.
- 21. maj – predsednik Etiopije Mengistu Hajle Marjam pobegne iz države, s čimer se konča tamkajšnja državljanska vojna.
- 23. maj – pekrski dogodki: enota JLA z oklepniki obkoli 710. učni center TO v Pekrah pri Mariboru in zahteva predajo.
- 12. junij – Boris Jelcin je izvoljen za prvega predsednika Ruske sovjetske federativne socialistične republike (RSFSR).
- 15. junij – na Filipinih izbruhne ognjenik Pinatubo. Drugi najmočnejši kopenski izbruh tega stoletja povzroči smrt 800 ljudi.
- 25. junij – Slovenija in Hrvaška razglasita neodvisnost od Jugoslavije; slovenska skupščina na ta dan sprejme ustavno listino, ustavni zakon in Deklaracijo o neodvisnosti.
- 27. junij – 7. julij – vojna za neodvisnost Slovenije.

### Julij – september
- 1. julij – na srečanju voditeljev vzhodnoevropskih držav v Pragi je uradno razpuščen Varšavski pakt.
- 7. julij – s podpisom Brionske deklaracije se konča vojna v Sloveniji.
- 31. julij – ameriški predsednik George H. W. Bush in predsednik Sovjetske zveze Mihail Gorbačov podpišeta sporazum START I o omejevanju strateške oborožitve.
- 8. avgust – zruši se Varšavski radijski stolp, takrat najvišja zgradba na svetu.
- 19. – 21. avgust – avgustovski državni udar: člani trde linije v sovjetski vladi poskušajo na silo odstraniti predsednika Mihaila Gorbačova.
- 20. avgust – Estonija postane neodvisna država.
- 21. avgust – Latvija postane neodvisna država.
- 24. avgust – Ukrajina postane neodvisna država.
- 25. avgust – Belorusija postane neodvisna država.
- 27. avgust – Moldavija postane neodvisna država.
- 30. avgust – Azerbajdžan postane neodvisna država.
- 31. avgust – Kirgizija in Uzbekistan postaneta neodvisni državi.
- 6. september – 
  - Sovjetska zveza prizna neodvisnost baltiških držav.
  - Leningrad je ponovno preimenovan v Sankt Peterburg.
- 8. september – makedonski volivci na referendumu podprejo osamosvojitev Makedonije.
- 9. september – Tadžikistan razglasi neodvisnost od Sovjetske zveze.
- 19. september – v italijanskih Alpah je odkrito mumificirano truplo Ötzija iz bakrene dobe.
- 21. september – Armenija postane neodvisna država.
- 22. september – kumranski rokopisi so prvič predstavljeni javnosti.

### Oktober – december
- 1. oktober – JLA prične z obleganjem Dubrovnika, propad dogovora o premirju sklenjenega teden prej.
- 5. oktober – Linus Torvalds objavi prvo različico jedra operacijskega sistema Linux.
- 7. oktober – slovenski parlament sprejme odločitev o novi slovenski valuti – tolarju.
- 26. oktober – zadnji vojak JLA zapusti Slovenijo.
- 27. oktober – 
  - na Poljskem potekajo prve svobodne parlamentarne volitve.
  - Turkmenistan razglasi neodvisnost od Sovjetske zveze.
- 29. oktober – ameriška sonda Galileo opravi prvi bližnji mimolet asteroida (951 Gaspra) v zgodovini.
- 6. november – uradno je razpuščena sovjetska tajna služba KGB.
- 7. november – košarkar ekipe Los Angeles Lakers Magic Johnson oznani, da ima AIDS, s čimer se praktično konča njegova kariera.
- 18. november – srbske sile po 87-dnevnem obleganju zavzamejo Vukovar in izvedejo pokol med branilci ter civilisti.
- 20. november – v Sloveniji je sprejet zakon o denacionalizaciji.
- 27. november – Varnostni svet OZN z resolucijo ustvari podlago za napotitev mirovnih enot na ozemlje nekdanje Jugoslavije.
- 28. november – Južna Osetija razglasi neodvisnost od Gruzije.
- 8. december – voditelji Rusije, Belorusije in Ukrajine podpišejo dogovor s katerim je ustanovljena Skupnost neodvisnih držav.
- 19. december – ustavodajna skupščina s sedežem v Kninu razglasi Srbsko republiko Krajino na ozemlju Hrvaške.
- 23. december – 
  - Državni zbor Republike Slovenije ratificira Ustavo Republike Slovenije; ta dogodek se v Sloveniji obeležuje kot dan ustavnosti.
  - Nemčija prizna samostojni Slovenijo in Hrvaško.
- 25. december – 
  - Mihail Gorbačev odstopi z mesta voditelja Sovjetske zveze, s tem pa dokončno preneha obstajati Sovjetska zveza; Ruska sovjetska federativna socialistična republika se preimenuje v Rusko federacijo, ki postane naslednica nekdanje skupne države v mednarodnih odnosih.
  - Kazahstan postane neodvisna država.
  - z razpadom Sovjetske zveze se konča hladna vojna.
- 26. december – bitka za oblast med vladajočo vojaško hunto in islamisti v Alžiriji preraste v državljansko vojno.

## Rojstva
- 12. januar – Pixie Lott, britanska pevka
- 20. januar – Polona Hercog, slovenska tenisačica
- 17. februar – Ed Sheeran, angleški glasbenik
- 23. maj – Lena Meyer-Landrut, nemška pevka
- 11. junij – Sašo Avsenik, slovenski harmonikar
- 17. avgust – Saša Golob, slovenska telovadka
- 19. september – Martin Juhart, slovenski glasbenik
- 24. december – Louis Tomlinson, angleški pevec

## Smrti
- 4. januar – Stanislav Lenič, slovenski škof (* 1911)
- 11. januar – Carl David Anderson, ameriški fizik švedskega rodu, nobelovec (* 1905)
- 17. januar – Olaf V., norveški kralj (* 1903)
- 30. januar – John Bardeen, ameriški fizik, nobelovec (* 1908)
- 6. februar – Salvador Luria, italijansko-ameriški mikrobiolog, nobelovec (* 1912)
- 3. marec – William George Penney, britanski matematik in fizik (* 1909)
- 12. marec – Ragnar Granit, finsko-švedski fiziolog, nobelovec (* 1900)
- 1. april – Martha Graham, ameriška plesalka in koreografinja (* 1894)
- 3. april – Graham Greene, angleški pisatelj (* 1904)
- 4. april – Max Frisch, švicarski pisatelj in dramatik (* 1911)
- 21. maj – Rajiv Gandhi, indijski politik (* 1944)
- 26. junij – Ivan Kern, slovenski admiral (* 1898)
- 29. junij – Henri Lefebvre, francoski filozof in sociolog (* 1901)
- 24. julij – Isaac Bashevis Singer, ameriški judovski pisatelj, nobelovec (* 1902)
- 4. avgust – Jevgenij Dragunov, ruski konstruktor (* 1920)
- 2. september – Alfonso García Robles, mehiški diplomat in politik, nobelovec (* 1911)
- 7. september – Edwin McMillan, ameriški fizik, nobelovec (* 1907)
- 28. september – Miles Davis, ameriški glasbenik in skladatelj (* 1926)
- 12. oktober – Arkadij Natanovič Strugacki, ruski pisatelj in scenarist (* 1925)
- 24. oktober – Gene Roddenberry, ameriški scenarist in producent (* 1921)
- 18. november – Gustáv Husák, češkoslovaški politik (* 1913)
- 23. november – Klaus Kinski, nemški igralec (* 1926)
- 24. november – Freddie Mercury, britanski glasbenik (* 1946)
- 1. december – George Stigler, ameriški ekonomist, nobelovec (* 1911)
- 6. december – Richard Stone, britanski ekonomist, nobelovec (* 1913)
- 15. december – Vasilij Grigorjevič Zajcev, ruski ostrostrelec in častnik (* 1915)
- 19. december – Franc Košir, slovenski glasbenik (* 1931)

## Nobelove nagrade
- Fizika – Pierre-Gilles de Gennes
- Kemija – Richard R. Ernst
- Fiziologija ali medicina – Erwin Neher, Bert Sakmann
- Književnost – Nadine Gordimer
- Mir – Aung San Su Či
- Ekonomija – Ronald Coase